# Århus Domkapitel
Århus Domkapitel blev oprettet i Aarhus i år 1203 som det sidste af de danske domkapitler. Efter reformationen blev kapitlets privilegier bekræftet af kongen i 1538, og i 1546 fik kapitlet nye statutter af kongen. I 1541 blev kapitlet pålagt at underholde én studerende ved Københavns Universitet. Kapitlet blev i 1542 tamperret (ægteskabsret) sammen med stiftslensmanden og superintendenten. I 1628 blev der oprettet gejstlig ret for Århus Stift.
Ved reformationen bestod domkapitlet af tre prælaturer, ærkedegnedømmet, domprovstiet og kantoratet, foruden 19 kannikedømmer, hvoraf det ene fulgte med domprovstiet.